# Fighter (chanson)
Pour les articles homonymes, voir Fighter.
Singles de Christina Aguilera
Beautiful Can't Hold Us Down
Fighter (battante en français) est une chanson de la chanteuse américaine Christina Aguilera, écrite par la chanteuse et Scott Storch. C'est le troisième single de son deuxième album Stripped.

## Composition et Inspiration
Fighter est une chanson écrite par Christina et Scott Storch, produite par Scott Storch et Dave Navarro à la guitare. Fighter devient la musique officielle pour les NBA Playoffs 2003.

## Vidéo musicale
Le clip de "Fighter" a été réalisé par Floria Sigismondi, le 10 mars 2003 et le 12 mars 2003. Il est tourné à Los Angeles, en Californie, et a été inspiré par le côté théâtral sombre du réalisateur et le cycle de vie des papillons de nuit. Sigismondi a expliqué le thème et l'intrigue du clip à MTV News :
La chanson parle en quelque sorte de transformation, donc j'ai pris ça d'une manière naturelle, la La nature gère la transformation. Il s'agit essentiellement de passer d'un endroit très empoisonné à un lieu de pouvoir, un lieu de force. J'ai toujours eu peur des mites, et j'ai inconsciemment écrit ce truc avec ces mites dedans, donc je suppose que je dois y faire face. Ils sont velus et ils transportent de la poussière. J'ai découvert dans la vieille mythologie qu'ils sont censés représenter l'âme. Je pense que c'est très approprié.
Le clip de Fighter a remporté de nombreux prix. Français Aux Belgian TMF Awards de 2003, le clip a remporté le prix de la meilleure vidéo internationale. Il a valu à Aguilera et Sigismondi un Juno Award for Video of the Year lors de la cérémonie de 2004, qui s'est tenue à Rexall Place à Edmonton, Alberta, Canada. La vidéo a également remporté quatre prix MVPA pour la meilleure vidéo pop, la meilleure photographie, le meilleur maquillage et le meilleur stylisme dans une vidéo en 2004, qui se sont tenus au Orpheum Theatre à Los Angeles, en Californie,. La vidéo a reçu un Vevo Certified Award sur YouTube pour plus de 100 millions de vues.

## Performance Live

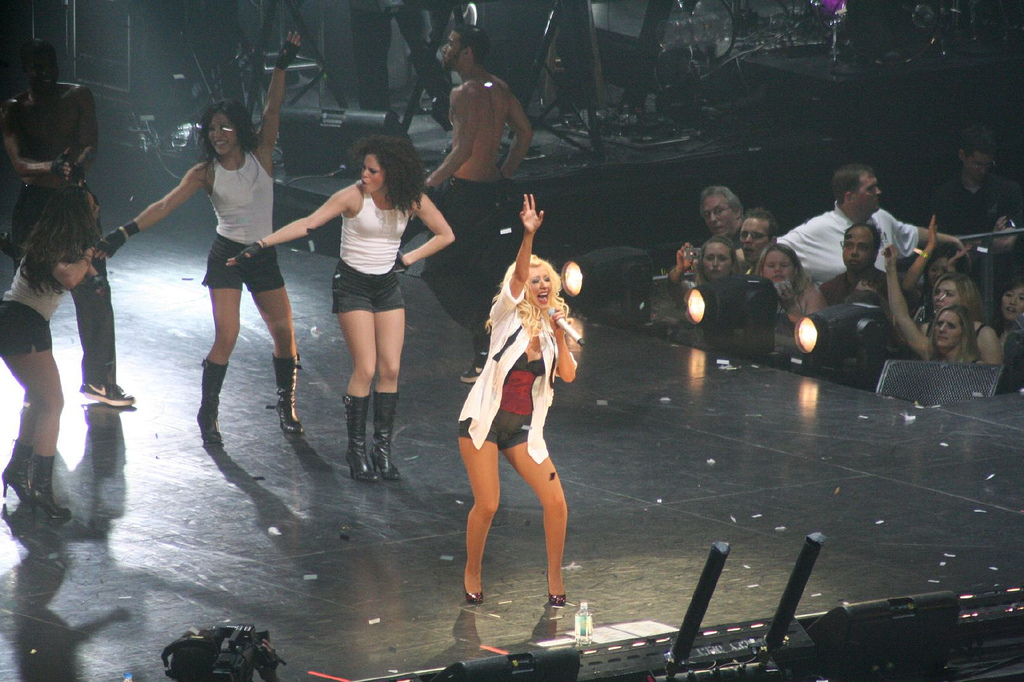
Performance Fighter, Live Back to Basics Tour

- 2003: MTV Video Music Awards
- 2003: Stripped World Tour
- 2007: New Years Eve Times Square
- 2006-2007: Back to Basics Tour
- 2007: Moscou Muz Tv
- 2010: Early Show

## Titres du single
1. Fighter (Album Version)
2. Fighter (Freelance Hellraiser "Thug pop" Extended Mix)
3. Beautiful (Valentin Club Mix)
4. Fighter (Vidéo)

## Remixes
- Instrumental (Unreleased In-House Promo)
- Bad Mamajama Club Mix / Hani Club Remix — 6 min 10 s
- Bad Mamajama Radio Mix / Hani Radio Remix — 3 min 31 s
- Freelance Hellraiser Thug Pop Mix — 5 min 13 s
- Freelance Hellraiser Full Club Remix
- Freelance Hellraiser Radio Edit
- Freelance Hellraiser Full Dub
- Friburn & Urik Dub — 10 min 13 s

## Récompenses
| Année | Cérémonie   | Award                                          | Résultat |
| ----- | ----------- | ---------------------------------------------- | -------- |
| 2004  | Juno Awards | Video of the Year                              | Lauréat  |
| 2004  | MVPA Awards | Best Pop Video                                 | Lauréat  |
| 2004  | MVPA Awards | Best Styling (Carol Beadle, Trish Summerville) | Lauréat  |
| 2004  | MVPA Awards | Best Make-up (Francesca Toulet)                | Lauréat  |
| 2004  | MVPA Awards | Best Cinematography (Christopher Soos)         | Lauréat  |

## Classements et certifications
| Classement (2003)                        | Meilleure position |
| ---------------------------------------- | ------------------ |
| Allemagne (Media Control AG)             | 13                 |
| Australie (ARIA)                         | 5                  |
| Autriche (Ö3 Austria Top 40)             | 12                 |
| Belgique (Flandre Ultratop 50 Singles)   | 11                 |
| Canada (Hot 100)                         | 3                  |
| Danemark (Tracklisten)                   | 15                 |
| Europe (Hot 100)                         | 3                  |
| (Mahasz)                                 | 8                  |
| Italie (FIMI)                            | 15                 |
| Grèce                                    | 19                 |
| Pays-Bas (Single Top 100)                | 5                  |
| Nouvelle-Zélande (RMNZ)                  | 14                 |
| Norvège (VG-lista)                       | 12                 |
| Suède (Sverigetopplistan)                | 12                 |
| Irlande                                  | 4                  |
| Suisse (Schweizer Hitparade)             | 11                 |
| Royaume-Uni (UK Singles Chart)           | 3                  |
| États-Unis (Hot 100)                     | 20                 |
| États-Unis - Billboard Pop 100           | 5                  |
| États-Unis - Billboard Top 40 Mainstream | 5                  |
| États-Unis - Billboard Top 40 Tracks     | 9                  |
| États-Unis - Billboard ARC Weekly Top 40 | 2                  |

| Pays      | Position |
| --------- | -------- |
| Australie | 74       |
| Suisse    | 77       |
| UK        | 99       |